# Всеобщая забастовка в Египте (2008)
Всеобщая забастовка в Египте 2008 года — забастовка, которую провели 6 апреля 2008 года египетские рабочие, в основном в сфере государственной текстильной промышленности, в ответ на низкие зарплаты и рост цен на продукты питания. Забастовки в Египте являются незаконными, и властям в прошлом приказывали силой разгонять демонстрации. Забастовка проходила всего за два дня до ключевых муниципальных выборов.

## Подготовка
Используя Facebook, блоги, SMS-оповещения, независимые СМИ и передавая информацию устно, рабочие и активисты в Египте смогли организовать протесты, забастовки и демонстрации по всей стране 6 апреля. Они назвали этот день «Египетская Интифада» и призвали сторонников к гражданскому неповиновению, всех просили остаться дома вместо работы и избегать покупок.
Забастовка началась как инициатива рабочих крупного промышленного города Эль-Махалла-эль-Кубра, её подхватили и распространили активисты с помощью интернета и мобильной связи. Группа в социальной сети Facebook «Движение 6 апреля» насчитывала 64 000 человек. Запрещенная исламистская организация «Братья-мусульмане» официально не поддержала забастовку, однако не препятствовала своим активистам присоединиться к ней, и несколько активистов и блоггеров этой организации поддержали забастовку. В ночь перед забастовкой Малек, египетский блогер, и трое активистов Египетской исламской трудовой партии были арестованы за распространение флаеров, оповещающих о забастовке.
Текст призыва к забастовке выглядел следующим образом:
Все национальные силы Египта согласились на забастовку 6 апреля. В этот день оставайтесь дома, не выходите из него; не уходите на работу, не идите в университет, школы. Не открывайте свой магазин, свою аптеку, не ходите в полицейской участок, не ходите в воинскую часть; нам нужны зарплаты, на которые мы можем жить, нам нужна работа, мы хотим, чтобы наши дети получили образование. Нам нужен человеческий общественный транспорт, мы хотим чтобы госпитали оказывали медицинскую помощь, мы хотим лекарств для наших детей. Нам нужна судебная власть, нам нужна безопасность, мы хотим свободы и достоинства, мы хотим квартир для молодежи. Мы не хотим повышения цен, мы не хотим фаворитизма, мы не хотим полиции в штатском, мы не хотим пыток в полицейских участках. Мы не хотим коррупции, не хотим взяток, не хотим задержаний. Скажите своим друзьям не идти на работу, и попросите их присоединиться к забастовке.

## 6 апреля: День забастовки

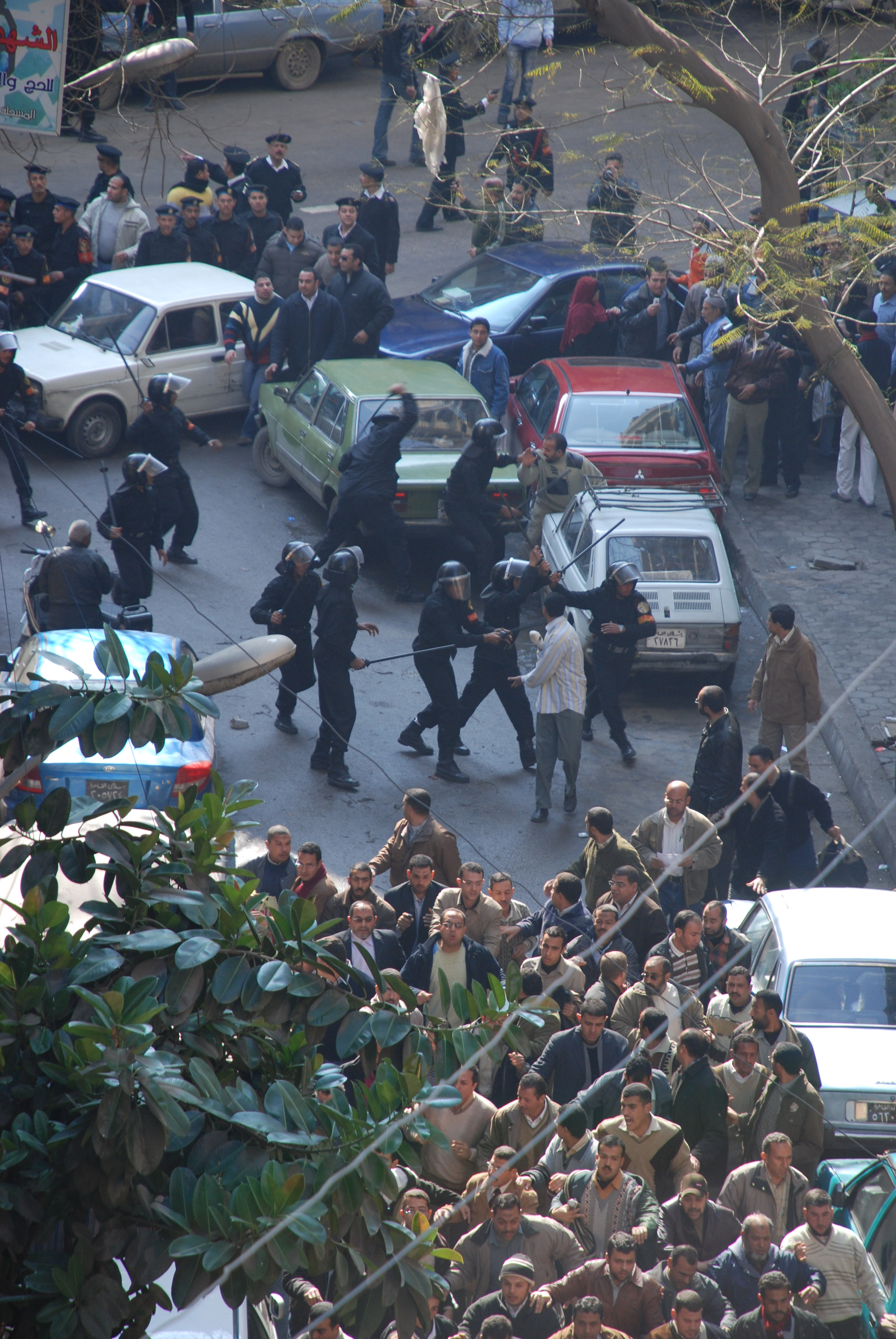
Силы безопасности в Каире избивают протестующих в 2008 году

Забастовка в Махалле должна была начаться в 7:00, однако охранники в штатском вместе с полицией проникли на фабрику и (по неподтвержденной информации) запугали рабочих, удержав их от участия в забастовке. Сотни охранников в штатском взяли контроль над фабриками Махалле перед началом работы, захватывая рабочих и заставляя их работать. В конце дня полицейские эскорты выводили работников небольшими группками, пытаясь помешать массовым акциям протеста.
Пресса осветила это как провал забастовки и многие покинули регион (час езды от Каира) до того, как началось насилие. Два человека, включая 15-летнего парня, были убиты египетской полицией, применила слезоточивый газ, резиновые пули и боевые патроны против бастующих рабочих и других протестующих. Несколько лидеров оппозиционных партий были задержаны, включая координаторов движения «Кифая» Мохаммеда эль-Ашкара, докладчика Комиссии Свободы Трудовой партии Мохаммеда Абделя Кодоуса, известного активиста, члена «Кифая» Магди Каркара и блогера Шаркави (который был изнасилован и истязаем египетской полицией в 2006 году), и др.
Официальные СМИ, подконтрольные правительству, рекомендовали гражданам воздержаться от забастовки, а сотрудники правоохранительных органов предупреждали протестующих о возможных наказаниях и содержанием за решеткой от трех месяцев до одного года. Тысячи полицейских заполонили улицы в центре Каира, у университетов и в Махалле с намерением запугать людей и помешать их участию в забастовке. На площади Тахрир в Каире не было протестов (в значительной степени из-за большого присутствия полиции; по крайней мере нескольких протестующих полицейские прогнали с площади), однако студенты университетов Эйн Шамс, Хелвану и Каира провели демонстрации. Многие осталось дома в знак солидарности с протестующими и из страха перед возможным насилием. Улицы Каира были заметно тихими, и больше магазинов, чем обычно, были закрыты в этот день.